# Uigurer
Uigurer (tidigare östturkar; uiguriska: ئۇيغۇر, Uyƣur) är ett turkfolk på omkring 10–18 miljoner,[källa behövs] med ungefär 10 miljoner uigurer i Kina , främst talande uiguriska och till största delen bosatta i Xinjiang i västra Kina. Det är en av Kinas 56 officiellt erkända etniska grupper. Det finns även uiguriska samhällen i Kazakstan (ca 300 000), Kirgizistan (57 000), Mongoliet, Uzbekistan (36 000), Turkiet, samt en mindre grupp i Hunanprovinsen i södra Kina.
Uigurer skrev förr med orchonskrift, turkfolkens forntida alfabet. De flesta uigurer är sunnimuslimer.

## Identitet
Ursprungligen gavs benämningen "uigurer" (som betyder förenade eller allierade) till de turkfolk som levde i vad som numera ingår i Mongoliet. Samman med de så kallade göktürkarna, var uigurerna ett av de största turkfolken i Centralasien. Enligt Suidynastins historia (från omkring år 600), band 84, kom uigurerna från Tiele-stammar (Türük) som i sin tur härstammade från hunner (Xiongnu), liksom många andra turkfolk i området. Uigurerna regerades av Juan Juan 460–545, och sedan av heftaliterna 541–565 innan de slog sig samman med Göktürkimperiet (ett khanat). Under Norra Weidynastin (386–534) var de sammanbundna med en annan turkisk stam, gaocherna, som härstammar från Ting-ling, en turkisktalande stam som omnämns av kinesiska historiker under Handynastin.
I den kinesiska historieskrivningen från Tangdynastin, sägs uigurerna härstamma från hunnerna och gaocherna, och tjäna göktürkarna. De kallas huihe vilket senare blev det kinesiska namnet för muslimer, och numera används för en annan etnisk grupp i Kina. Gaoche betyder "höghjulad kärra", och anspelar på att gaocherna färdades med sådana.
Under 700-talet bildade uigurerna ett imperium, genom att erövra de andra turktalande länderna i området.
De flesta uigurer lever i Xinjiang, vars fullständiga namn är Uigurernas autonoma region Xinjiang. Uigurerna själva kallar ofta regionen Östturkestan eller Uigurien.

## Historia

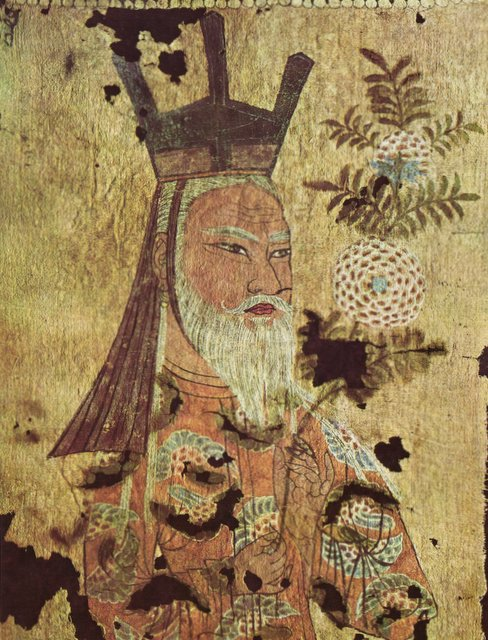
Uigurisk khagan från 700-talet.

Innan uigurernas imperium bildades var stäpperna från Mongoliet till Centralasien erövrat av turkar. Det första turkiska imperiet slogs ned av Tangdynastins kejsare Li Shimin, och det andra turkiska imperiet bildades under kejsarinnan Wus regeringstid. Under denna tid var uigurerna en stam som lydde under de regerande turkarna. År 744 slog uigurerna tillsammans med andra underlydande turkfolk, ned det turkiska imperiet, och bildade Uiguriska imperiet vid Ötüken. Deras rike sträckte sig från Kaspiska havet till Manchuriet och varade från 745 till 840, och administrerades från huvudstaden Ordu Baliq.
Efter nödår, inbördeskrig och svält 840, slogs de ned av ett annat turkfolk, kirgiserna. Som en följd av detta flydde många uigurer till vad som numera tillhör Kina, särskilt Xinjiang. Tillsammans med några andra turkfolk bildade de Qocho, eller Qara-Khoja, ett kungadöme som varade till 1209, då Djingis Khan vann dem till Mongoliet. Andra uigurer i nuvarande Kazachstan hade konverterat till islam före 1000-talet, och bildat ett furstendöme som historiker brukar kalla Kara-Khanid-khanatet. Uigurer närmast dessa, kharakojauigurer, eller idiquter, blev buddhister. Dessa båda senare grupper uigurer var först och främst lojala mot sina respektive trosuppfattningar, och inte till sina etniciteter, och Kara-Khanid-khanatet gick samman med Samarkand för att försvara islam mot de buddhistiska uigurerna.
Efter att seldjukerna erövrade Iran blev Kara-Khanid-khanatet dess bundförvanter.
Namnet "uigur" verkar ha använts första gången 1921, med bildandet av Inqilawi Uyghur Itipaqi (Organisationen för revolutionära uigurer), en grupp som var kommunistiska och nationalistiska, med band till Sovjetunionen. Det finns dock belägg för att namnet använts innan dess bland studenter och köpmän i Ryssland. De erkändes officiellt som folkgrupp med Sheng Shicai som frångick den gällande Guomindangpolicyn om Kinas fem raser.
Området införlivades i Folkrepubliken Kina 1949. Den underliggande konflikten mellan uigurer och hankineser har förstärkts under årtiondena sedan 1949. En förklaring till konflikten kan återfinnas i att uigurerna inte själva fått ta del av de naturresurser som finns i Xinjiang i samma utsträckning som inflyttade hankineser. Dessutom har kommunistpartiet inskränkt uigurernas - och andra muslimska minoriteters - religionsfrihet och möjlighet att utöva sin religion.

## Uigurisk civilisation
Under slutet av 1800-talet och början av 1900-talet, kom flera utforskare och arkeologer till Östturkestan, som låg mitt på Sidenvägen. De fann då mängder av grottempel, klosterruiner, böcker, dokument och miniatyrföremål. Forskare från Europa, Amerika och Japan spred upptäckterna till en överförtjust publik över hela världen.
Deras litteratur utgörs dels av översättningar av religiösa texter till uiguriska, dels av egen skönlitteratur, av vilken en del har översatts till tyska, engelska och ryska. Uigurerna hade en enastående kunskap om medicin och läkekonst, och anlitades ofta av de kinesiska kejsarna. Somliga har föreslagit att det var uigurerna som kom på akupunktur.

## Uigurerna under 2000-talet
När Kina stödde USA:s "krig mot terrorismen" efter 11 september-attackerna, hävdade flera människorättsorganisationer att detta skulle leda till att förtrycka uigurerna eftersom många uigurer är muslimer. Regeringen i Peking anklagade uiguriska separatister i Xinjiang för att samarbeta med al-Qaida, som ett led i kommunistpartiets bekämpande av separatismen i området. 2005 inleddes en ny kampanj som skulle utrota "de tre onda tingen", vilket sades vara terrorism, separatism och religiös extremism.
Konflikten har sedan dess skärpts ytterligare, med dödligt våld och instabilitet som konsekvens. Polisen dödade 2007 18 personer som misstänktes vara terrorister. Året därefter dödades 16 poliser i ett attentat i Kashgar, ett dåd som extremistiska separatister anklagades för att ha organiserat. I Xinjiangs regionhuvudstad Ürümqi bröt i juli 2009 större våldsamheter ut mellan uigurer och hankineser. Upptrappningen var en händelse i sydöstra Kina där två uigurer hade dödats vid en fabrik, vilket ledde till omfattande protester från uigurerna i Xinjiang. Medan protesterna pågick dödades 200 personer, 1 700 skadades och 1 400 personer greps av polisen. Centralregeringen i Pekings respons till händelserna var att skärpa övervakningen ytterligare.
Under 2010-talet eskalerade våldet vidare, med flera terrorattentat från extrema separatister och våldsamma räder från de kinesiska säkerhetsstyrkorna. Uiguriska terrorgrupper körde 2013 en bil in i en folkmassa på Himmelska fridens torg i Peking, i mars 2014 mördades 31 personer på en järnvägsstation i Kunming och i maj samma år dödades 30 personer av en bilbomb i Ürümqi. Svaret från säkerhetsstyrkorna blev en polisräd där runt 60 påstådda terrorister och en rad civila dödades.
Många uigurer som flytt från Kina stödjer panturkismen, och det förekommer flera politiska partier, som Partiet för Östturkestan. De flesta separatister är fredliga, men det finns militanta grupper.

## Assimilering och koncentrationsläger
Efter händelserna 2014 kom de kinesiska myndigheterna att bedriva en hårdare assimilationspolitik än tidigare. Xinjiangs partisekreterare Zhang Chunxian ansåg att det behövdes "okonventionella metoder" i ett "folkets krig" mot terrorism. Konsekvensen av det här blev att kulturella och religiösa uttryck som ogillades av kommunistpartiet motverkades. Det uiguriska språket undergrävdes, inte minst i skolan där allt läromaterial på uiguriska förbjöds. Kameraövervakningen utökades och polisen genomsökte moskéer och trakasserade folk i deras hem. Många människor greps på godtyckliga grunder och flera försvann spårlöst.
Två år senare, 2016, infördes hårda reserestriktioner i Xinjiang på prefekturnivå och senare samma år återkallade myndigheterna alla pass i området. 2016 började också regeringen i Xinjiang att systematiskt samla in alla uigurers DNA, samt genomföra medicinska undersökningar av dem. Experter har varnat för att insamlingen av DNA syftar till att utveckla Kinas teknologi för ansiktsigenkänning. Den nya teknologin kan leda till rasprofilering och rasistisk övervakning där polisen ska kunna se om en person tillhör den uiguriska folkgruppen eller inte. Ytterligare ett syfte med insamlingen av DNA i form av blodprov skulle kunna vara att använda den datan i andra delar av Kina för att identifiera och spåra politiska meningsmotståndare.
Reserestriktionerna och DNA-profileringen sammanföll med att myndigheterna i Xinjiang började att föra bort människor till så kallade "omskolningsläger", det vill säga koncentrationsläger för uigurer. Det var inte minst dem som av myndigheterna uppfattades som avvikande på något sätt, särskilt genom olika muslimska uttryck, som fördes bort till lägren. Få av de som fördes bort fick veta vad de var misstänkta för eller vad de hade begått för brott. Koncentrationslägren och assimileringspolitiken har väckt stor uppståndelse i omvärlden. Flera bedömare och rapporter kategoriserar den kinesiska centralregeringens politik i Xinjiang och dess övergrepp på uigurerna för ett folkmord.

### Fotnoter
1. 1 2 3 4 5  ”Uyghurs” (på brittisk engelska). Minority Rights Group. https://minorityrights.org/minorities/uyghurs/. Läst 5 juli 2021.
2. ↑  Även: Uighur, ujgur, uyghur
3. ↑  ”BBC: Uiguriska kvinnor vittnar om systematiska våldtäkter i kinesiska läger – USA och Storbritannien fördömer händelserna, också Marin röt till” (på svenska). svenska.yle.fi. https://svenska.yle.fi/artikel/2021/02/04/bbc-uiguriska-kvinnor-vittnar-om-systematiska-valdtakter-i-kinesiska-lager-usa. Läst 5 juli 2021.
4. ↑  James A. Millward, Eurasian crossroads: A history of Xinjiang (New York: Columbia University Press, 2007), ss. 207-9.
5. 1 2 3 4 5  ”Xinjiang − Politik”. www.ui.se. Arkiverad från originalet den 29 juni 2021. https://web.archive.org/web/20210629094717/https://www.ui.se/landguiden/lander-och-omraden/asien/xinjiang/politik/. Läst 29 juni 2021.
6. ↑  Wee, Sui-Lee; Mozur, Paul (3 december 2019). ”China Uses DNA to Map Faces, With Help From the West” (på amerikansk engelska). The New York Times. ISSN 0362-4331. https://www.nytimes.com/2019/12/03/business/china-dna-uighurs-xinjiang.html. Läst 5 juli 2021.
7. ↑  ”Kulturmord är det nya folkmordet” (på svenska). PEN/Opp. 5 maj 2020. https://www.penopp.org/sv/artiklar/kulturmord-ar-det-nya-folkmordet?language_content_entity=sv. Läst 2 juli 2021.
8. ↑  ”The Uyghur Genocide: An Examination of China's Breaches of the 1948 Genocide Convention” (på engelska). Newlines Institute. 9 mars 2021. https://newlinesinstitute.org/uyghurs/the-uyghur-genocide-an-examination-of-chinas-breaches-of-the-1948-genocide-convention/. Läst 2 juli 2021.